# War of Legends
War of Legends was een MMORTS gemaakt door UltiZen, een Chinees bedrijf, het spel is gebaseerd op Chinese mythologie. Het spel is officieel uitgegeven op 19 januari 2010. Jagex heeft het vertaald naar het Engels.
Omwille van een beveiligingslek, gevonden op 22 november 2014 , heeft Jagex het spel op 15 januari 2015 definitief afgesloten.